# Kia Stinger
Kia Stinger (tiếng Hàn Quốc: 기아 스팅어) là dòng ô tô hạng trung do Kia sản xuất kể từ năm 2017.

## Doanh số
| Năm  | Hàn Quốc | Mexico | Hoa Kỳ | Canada | Châu Âu | Úc    | Toàn cầu |
| ---- | -------- | ------ | ------ | ------ | ------- | ----- | -------- |
| 2017 | 6,322    | 118    | 843    | 172    | 1,265   |       | 2,992    |
| 2018 | 5,700    | 521    | 16,806 | 1,682  | 3,853   | 1,957 | 27,641   |
| 2019 | 3,644    | 304    | 13,884 | 1,569  | 3,547   | 1,773 | 23,308   |
| 2020 | 3,525    | 143    | 12,556 | 1,289  | 1,387   |       | 18,787   |
| 2021 | 3,167    |        | 13,517 | 1,229  | 1,117   |       | 20,174   |